# 푸티차이 까셋신
푸티차이 까셋신(태국어: พุฒิชัย เกษตรสิน, 1986년 7월 3일 ~ )은 푸시(태국어: พุฒ, 영어: Push)라는 예명으로 알려져 있는 태국의 배우,. 모델, 디스크 자키, 텔레비전 진행자이다. 그는 태국의 드라마 《어글리 더클링: 퍼펙트 매치》, 《U-프린스 시리즈: 잘생긴 카우보이》, 《아이 워너 비 슈퍼스타》(I Wanna Be Sup'tar)에서 남자 주인공을 맡으며 유명해졌다.

## 생애
푸티차이 까셋신은 1986년 7월 3일에 태국 중부 랏차부리주에서 6명의 형제들 가운데 넷째로 태어났다. 푸티차이의 가족들은 랏차부리에서 농부로 일했다. 푸티차이는 연예계에 입문하기 이전에 프로 축구 선수가 되고 싶었다고 한다.
푸티차이는 랏차부리 완타 마리아 초등학교를 졸업한 이후에 쁘라삿 랏쁘라차낏 학교에서 중고등학생 시절을 보냈다. 푸티차이는 라자밧 수안 두싯 대학교에서 커뮤니케이션 예술학과를 전공했고 2010년에 GMM 그래미와 계약을 체결하면서 배우로 데뷔했다.